# Raul Leal
Raul de Oliveira Sousa Leal (Lisboa, 1 de septiembre de 1886 - 18 de agosto de 1964) fue un escritor y poeta portugués.
Terminó sus estudios de Derecho en la Universidad de Coímbra en 1909. En 1914 se exilió a Francia por motivos políticos.
Fue colaborador de Revista Orpheu, donde publicó, en el segundo número, el cuento «Atelier». Escribió todos sus versos en francés, en la obra que es públicamente conocida. Fue uno de los introductores del futurismo en Portugal. En la revista Portugal Futurista dice que incluye a un artículo en francés sobre Santa-Rita Pintor.
Con la publicación de Sodoma Divinizada, por la editorial Olisipo de Fernando Pessoa, Raul Leal se implica voluntariamente en el escándalo conocido por «Literatura de Sodoma», que se generó a consecuencia de la segunda edición del libro de poesía Canções de António Botto, también en la editorial Olisipo. La polémica se iniciaba con la recensión de Fernando Persona, «António Botto y el Ideal Estético en Portugal», publicada en el número 3 de la revista Contemporânea de julio de 1922, la polémica envolvió, más allá de Pessoa y Leal, al periodista Álvaro Maia y a Pedro Teotónio Pereira. En junio de 1925, las ediciones de Canções y Sodoma Divinizada, así como Decadência de Judith Teixeira, fueron incautados y posteriormente quemados por orden del gobernador civil de Lisboa.

## Obra
- (1909) A Apassionáta de Beethoven e Viâna da Móta: (a propósito da audição da Apassionáta no Teátro-Circo Príncipe Reál de Coimbra, em 7 de Junho de 1909). Coímbra: França Amado.
- (1913) A Liberdade Transcendente. Lisboa: A. M. Teixeira, 1913.
- (1920) Antéchrist et la Gloire du Saint-Espirit: hymne-poëme sacré. Rio de Janeiro: Portugalia.
- (1923) Sodoma Divinizada: leves reflexões teometafísicas sobre um artigo. Lisboa: Olisipo.
- (1943) Repetidor de filosofia: para o curso dos liceus e aptidão às Universidades. Porto: Livraria Educação Nacional.
- (1944) Liberdade e Determinismo no Novo Espírito Científico. Porto: Livraria Educação Nacional.
- (1945) Sociologia de Oliveira Martins. Porto: Figueirinhas.
- (1960) Sindicalismo Personalista: plano de salvação do mundo. Lisboa: Editorial Verbo.

- Datos: Q1762312